# Dipsas neivai
Espèce
Dipsas neivai  est une espèce de serpents de la famille des Dipsadidae.

## Répartition
Cette espèce est endémique du Brésil.  Elle se rencontre dans les États de Bahia et du Minas Gerais.

## Publication originale
- Amaral, 1926 : Novos gêneros e expécies de ophidios brasileiros. Arquivos do Museu Nacional do Rio de Janeiro, vol. 26, p. 1-27.